# Ren Hang
Ren Hang (Changchun, China; 30 de marzo de 1987 - Pekín; 24 de febrero de 2017), fue un fotógrafo conocido por su trabajo artístico.

## Biografía
Su obra, basada en la desnudez y la expresión corporal humana estuvo muy marcada por la censura de la sociedad y gobierno chino. Nacido en unos suburbios de Changchun, capital de la provincia de Jilin, tuvo una infancia que él recordaba como normal, “quizá demasiado”, inmerso en una familia alejada al arte.
El artista nunca tuvo una vocación por la fotografía, simplemente comenzó a aficionarse a retratar a sus compañeros de universidad. La desnudez no era nada extraño para él, pues aunque las políticas universitarias infundieran una disciplina, en cuanto a la separación por sexos, las habitaciones y baños compartidos hicieron que la normalización del desnudo fuera inevitable. En una ocasión admitió que utilizaba de modelos a sus compañeros ‘porque los extraños le ponían nervioso’. Agarró la cámara, por mero ‘aburrimiento’ pero jamás lo hizo con intenciones de ser reconocido a nivel mundial, ni mucho menos para desafiar a la sociedad China.

## Obra y estilo
Su estilo se basa en la ‘no-planificación’ del resultado; Ren Hang introducía en sus estéticas animales exótico como serpientes, pavos reales, peces incluso cisnes, que interactuaban con modelos que, efectivamente, no se dedicaban a esa profesión. Ren buscaba la sutileza, la normalización y el erotismo del cuerpo, lo que le hizo ser arrestado en varias ocasiones por las autoridades de la República Popular China. Su compañero de profesión, Ai Weiwei, también de origen chino, respaldó a Ren ya que compartían el gusto y la sensibilidad por la sensualidad en fotografía; y acopló la obra de Ren a su exposición en 2013 en los Países Bajos, llamada ‘ F*ck off 2 the sequel’. Además, un año después fue comisario del espectáculo del fotógrafo en París. Ello, ayudó a incrementar la notoriedad del artista a nivel mundial.
Ren Hang nunca consideró a su obra un trabajo inadecuado, y no lo veía como un tabú, "porque no pienso tanto en el contexto cultural ni en el político. No empujo intencionalmente los límites, solo hago lo que hago". Probablemente por ello el creador tenía preferencia a los escenarios interiores, donde produjo la mayor parte de su gran obra; aunque también podemos encontrar muchos escenarios exteriores tales como parques, ya que siempre buscaba la interacción del hombre con la naturaleza, podemos encontrar a sus modelos subidos en árboles, escondidos entre hierbas o en lagos y arroyos. Lo vanguardista de sus fotografías es la dificultad de las posiciones de los cuerpos humanos, siempre desnudos, solos o en grupo las personas retratadas contorsionan su cuerpo formando figuras espectaculares. También inmortalizaba el sexo indeterminado del retratado, hombres usando lápiz labial, o vistiendo prendas femeninas, entre otros.
Afirmaba que no le importaba el género de sus modelos: "El género solo me importa cuando tengo relaciones sexuales". Su obra tan solo buscaba mostrar el cuerpo tal como es: era habitual encontrar fotografías en las que salían penes en primeros planos, rodeados de flores, o pechos femeninos adornados. Las revistas hablaban de él como el artista que comenzó una revolución sexual, retratando la evolución sexual, y luchando por una libertad de expresión y creación en una sociedad obsoleta, arcaica y controlada por la tradición.
En una ocasión él afirmó que en su obra buscaba tanto la diversión de los fotografiados como para él mismo, y nunca cuestionó su modo de trabajar ni el resultado del mismo, hasta que llegó a tener una importancia y reconocimiento internacional. Una de sus obras más conocidas es ‘My mum’, en español ‘ Mi madre’. En este caso, el punto principal en las fotografías es su madre, aunque ella sí aparezca con ropa siempre interactúa con las figuras típicas en el estilo de Ren. Animales y plantas acompañaban a la mujer que representaba la cotidianidad china.

#### Poesía y muerte
El artista exponía su obra en su página web, donde aún podemos encontrar divididas por fechas las fotografías que tomó en su corta vida. En ella también podemos encontrar poemas que escribió, los cuales, en un primer momento trataban del amor, la alegría que raía pero también el miedo por la soledad. Estos poemas permiten ver la evolución de su pesimismo. El creador sufrió una severa depresión que terminó con su vida, y esta la reflejaba en su poesía. Ren Hang se suicidó el ** de febrero de 2017, lanzándose desde la vigésima octava planta de un edificio de Pekín, lugar donde pasó la mayoría de su vida. El creador deja el mundo un enorme legado, destacable por su particular gracia, expresión y estética artística, donde la sensibilidad se encuentra en el cuerpo desnudo del ser humano.